# Тил, Шон
Шон Джеймс Тил (англ. Sean James Teale, род. 18 июня 1992, Лондон) — британский актёр. Наиболее известен по ролям Ника Левана в британском телесериале «Молокососы» и Луи Конде в телесериале «Царство».

## Ранняя жизнь
Вырос в районе Путни на юго-западе Лондона. имеет венесуэльские, испанские и валлийские корни. Его отец Ноэль занимается ИТ-консалтингом, а мать Фини работает в агентстве по дизайну рекламы. Посещал старшую школу Латимер в Хаммерсмите, где увлекался регби, футболом и драматическим искусством.
Его выступление в школьном спектакле было замечено агентом в аудитории и, в конце концов, Тил решил переключить своё внимание со спорта на актёрство. Вскоре агенты и вовсе посоветовали ему отказаться от профессионального спорта из-за того, что он может повредить внешность. Тил начал ходить на прослушивания, одновременно готовясь к экзаменам по истории, экономике и актёрскому мастерству. Он отложил поступление в Манчестерский университет, чтобы сосредоточиться на актёрской карьере.

## Карьера
В январе 2010 года сыграл Дерека в короткометражном фильме «Сержант Слотер, мой старший брат» Грега Уильямса с Томом Харди в главной роли. Работа победила в номинации «Лучшая режиссура» на Чикагском фестивале короткометражных фильмов 2010 года; фильм был выпущен в прокат в 2011 году. В том же году сыграл оборотня в фильме Nickelodeon «Лето в Трансильвании».
Стал известен в 2011 году, когда получил главную роль Ника Левана в пятом и шестом сезонах драмы E4 «Молокососы», после того как изначально пробовался на второстепенную роль Райдера. Впоследствии снялся в «Библии» на History Channel, 10-часовой документальной драме, созданной Марком Бернеттом, и состоял в основном актёрском составе во вторых сезонах исторических драм «Мистер Селфридж» и «Царство».
В 2012 году был задействован в «Снежном человеке» (первоначально назывался «Смертельный спуск»), телевизионном фильме ужасов режиссёра Марко Макилааксо, выпущенном на американском канале Syfy. В марте 2012 года снялся в Бирмингеме в фильме «Мы — чудики», молодёжной комедии Джастина Эдгара, впервые показанной на Эдинбургском международном кинофестивале 2013 года и выпущенной в кинотеатрах в 2014 году.
В 2015 году появился в триллере Джеймса Мактига «Уцелевшая» и в библейском телесериале «Красный шатёр», снятом в Марокко. Также играл главную роль в недолго просуществовавшем сериале USA Network «Корпорация» в 2016 году.
Начиная с осени 2017 года, Тил играл роль Маркоса Диаза, также известного как Эклипс, в научно-фантастическом телесериале Fox «Одарённые». Хотя фильм основан на серии полнометражных фильмов Marvel Comics «Люди Икс», действие «Одарённых» происходит в альтернативной временной линии, где все Люди Икс отсутствуют.
В 2021 году сыграл Дарио в фильме «Розалин», адаптации трагедии Шекспира «Ромео и Джульетта» с точки зрения бывшей возлюбленной Ромео.

## Фильмография
| Год       |     | Русское название                       | Оригинальное название                  | Роль                     |
| --------- | --- | -------------------------------------- | -------------------------------------- | ------------------------ |
| 2009      | ки  | League of Legends                      | League of Legends                      | Виего                    |
| 2010      | с   | Лето в Трансильвании                   | Summer in Transylvania                 | Брэд                     |
| 2010      | кор | Сержант Слотер, мой старший брат       | Sergeant Slaughter, My Big Brother     | Дерек                    |
| 2011—2012 | с   | Молокососы                             | Skins                                  | Николас «Ник» Леван      |
| 2013      | тф  | Снежный человек                        | Abominable Snowman                     | Эрландер                 |
| 2013      | с   | Библия                                 | The Bible                              | молодой Рамзес           |
| 2014      | ф   | Мы — чудики                            | We Are the Freaks                      | Чанкс                    |
| 2014      | с   | Мистер Селфридж                        | Mr Selfridge                           | Франко                   |
| 2014—2015 | с   | Царство                                | Reign                                  | Луи Конде                |
| 2014      | с   | Красный шатёр                          | The Red Tent                           | принц Шалем              |
| 2015      | ф   | Уцелевшая                              | Survivor                               | Элвин Мёрдок             |
| 2015      | кор | Вечер выпускного                       | Graduation Afternoon                   | Брюс Хоуп                |
| 2016      | кор | Тёмная сторона солнца                  | The Dark Side of the Sun               | Логан                    |
| 2016—2017 | с   | Корпорация                             | Incorporated                           | Бен Ларсон / Аарон Слоан |
| 2017      | ф   |                                        | B&B                                    | Фред                     |
| 2017—2018 | мс  | Вольтрон: Легендарный защитник         | Voltron: Legendary Defender            | король Альфор            |
| 2017—2019 | с   | Одарённые                              | The Gifted                             | Маркос Диаз / Эклипс     |
| 2020      | ки  | Legends of Runeterra                   | Legends of Runeterra                   | Виего                    |
| 2020      | кор | Испанский голубь                       | Spanish Pigeon                         | Ричи                     |
| 2020      | с   | Её голос                               | Little Voice                           | Итан                     |
| 2021      | мф  |                                        | League of Legends: Absolution          | Виего                    |
| 2021      | ки  | Ruined King: A League of Legends Story | Ruined King: A League of Legends Story | Виего                    |
| 2022      | ки  | Xenoblade Chronicles 3                 | Xenoblade Chronicles 3                 | Болеарис                 |
| 2022      | ф   | Розалин                                | Rosaline                               | Дарио                    |
| 2023      | с   | Кто такая Эрин Картер?                 | Who Is Erin Carter?                    | Джорди                   |
| 2024      | ф   | Мать невесты                           | Mother of the Bride                    | Эр Джей                  |
| 2024      | с   | Доктор Одиссей                         | Doctor Odyssey                         | медбрат Тристан Сильва   |